# Alexandru Tyroler
Alexandru Tyroler (n. 19 octombrie 1891, Slovacia - d. 3 februarie 1973, Budapesta, Ungaria)  a fost un șahist de performanță. S-a născut în localitatea Garamszentkereszt, actualmente Žiar nad Hronom, Slovacia, într-o familie evreiască. În decursul carierei sale, a participat cu succes la competiții naționale și internaționale de șah.